# Марин Петров Жаретић
Марин Петров Жаретић је био надбискуп у Бару од 1301. до 1306. године. Изабран је од стране папе Бонифација Осмог. Залагао се за искоријењавање богумилства у Босни. За вријеме његовог понтификата, папа је послао доминиканце у околину Бара.

## Посланик краљице Јелене
Најприје је био архиђакон цркве у Бару, а затим и посланик краљице Јелене (мајке краља Милутина) код папе Николе Четвртог.

## Папине посланице Марину
Сачувано је неколико посланица папе Бенедикта Једанаестог надбискупу Марину. У једној, препоручује му да стане на пут нередима у дијецези; у другој, има овлашћење да прими оставку скадарског бискупа; трећом има овлашћење да постави управитеље у католичким жупама Старе Србије, Брскову, Руднику, Рогозни, Трепчи и Грачаници.